# Nathan Rosen
Nathan Rosen (Brooklyn, 22 marzo 1909 – Haifa, 18 dicembre 1995) è stato un fisico statunitense naturalizzato israeliano.
Fu coautore (con Albert Einstein e Boris Podolsky) del noto articolo del 1935 pubblicato su Physical Review, dal titolo "Can Quantum-Mechanical Description of Physical Reality Be Considered Complete?" (Può la descrizione della realtà fisica della meccanica quantistica considerarsi completa?), che nella meccanica quantistica individuò il noto paradosso EPR. Fu inoltre uno dei due ideatori del cosiddetto Ponte di Einstein-Rosen nella relatività generale e fondò l'Istituto di Fisica Technion di Haifa, Israele. In tale istituzione, oggi si tiene una serie di conferenze a suo nome.